# Billy Hampson
Pour les articles homonymes, voir Hampson.
Billy Hampson est un footballeur puis entraîneur anglais, né le 26 août 1882 à Radcliffe, Lancashire (Angleterre) et décédé le 24 février 1966 . Évoluant au poste de défenseur, il est principalement connu pour ses saisons comme joueur à Newcastle United et pour avoir entraîné Carlisle United et à Leeds United.
Il est célèbre pour détenir le record du joueur le plus âgé à avoir joué une finale de FA Cup, le 26 avril 1924, à l'âge de 41 ans et 8 mois.

## Biographie

### Carrière de joueur
Natif de Radcliffe, Lancashire, il joue pour Rochdale, Bury et Norwich City avant de signer pour Newcastle United en janvier 1914, pour un montant de 1 250£. 
La Première Guerre mondiale vient interrompre sa carrière. Il joue toutefois comme guest auprès de Leeds City (en) de décembre 1916 à avril 1919. Revenu à St James' Park à la fin de la guerre, il a alors 37 ans mais est décidé à continuer à jouer. Par contre, il a perdu sa place de titulaire au profit de Billy McCracken (en), un joueur encore plus âgé que lui. Il redevient titulaire quand McCracken quitte les Magpies pour devenir l'entraîneur de Hull City.
Il participe à l'épopée du club en FA Cup lors de l'édition 1923-24 et joue la finale (en) (remportée 2-0 contre Aston Villa) le 26 avril 1924, à 41 ans et 8 mois, devenant ainsi le joueur le plus âgé à avoir une finale de FA Cup. 
Il reste encore trois ans à Newcastle United avant de jouer à South Shields (en) de septembre 1927 à mars 1930, où il prend sa retraite à l'âge de 47 ans.

### Carrière d'entraîneur
Il se reconvertit en tant qu'entraîneur directement après sa retraite de joueur, en devenant entraîneur de Carlisle United moins d'un mois après. Son passage au club n'est pas une réussite mais il permit l'éclosion du jeune Bill Shankly. Il quitte le club en mai 1933.
Il entraîne alors Ashington (en) pendant un court temps avant de prendre en main l'équipe de Leeds United en mars 1935 pour remplacer Dick Ray (en). Il arrive à construire une équipe équilibrée entre joueurs d'expérience (notamment recrutés parmi des internationaux anglais comme Albert McInroy (en) ou George Brown (en)) et de jeunes espoirs formés au club. Sa connaissance du football irlandais lui permet aussi de devenir un recruteur avisé dans ce pays. Il quitte son poste d'entraîneur en avril 1947, remplacé par Willis Edwards (en), tout en continuant à être recruteur pour le club jusqu'en octobre de cette même année.
Il finit sa carrière comme directeur de centres de formation.